# Marcian von Syrakus

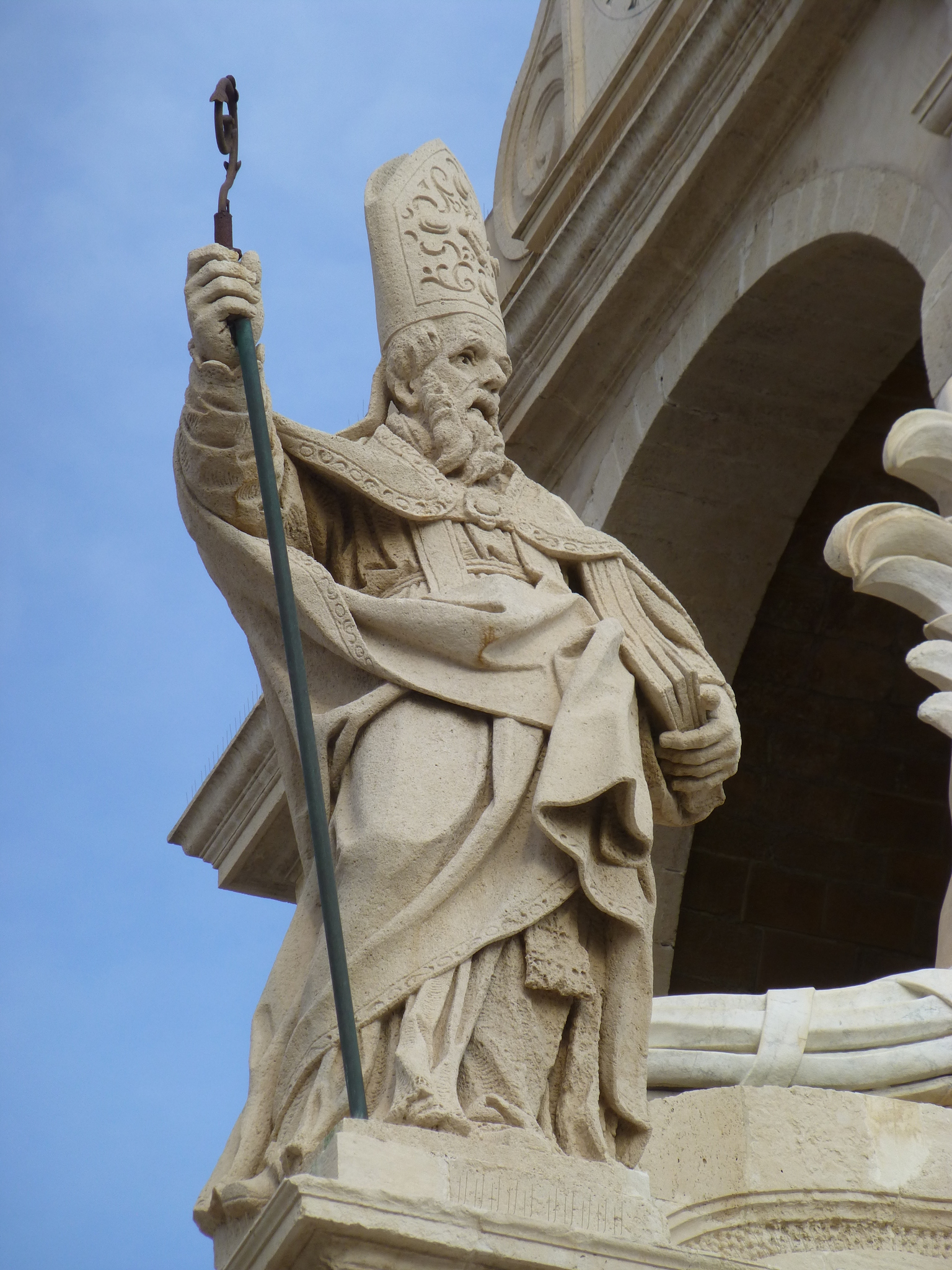
Statue des heiligen Marcian am Dom von Syrakus

Marcian von Syrakus (italienisch San Marciano; * 1. Jahrhundert nach Chr. in Antiochia; † um 68 n. Chr. in Syrakus) gilt als der erste Verbreiter des christlichen Glaubens in Syrakus auf Sizilien.
Er soll in Antiochia Schüler des Petrus gewesen sein, der ihn im Jahr 39 nach Syrakus sandte. Der Legende nach soll Marcian auch der erste, von Petrus geweihte Bischof von Syrakus gewesen sein und um das Jahr 68 von der lokalen Obrigkeit verfolgt worden und den Märtyrertod gestorben sein. Marcian wurde im 4. Jahrhundert in den Katakomben von Syrakus unter der Kirche San Giovanni bestattet, die deshalb ebenso wie der Platz vor der Kirche heute nach ihm benannt sind. Es findet sich hier eine Krypta mit einer Einzelsäule, der angeblichen Stelle des Martyriums, ferner zwei Fresken mit einer Bilddarstellung. Die ersten Quellen darüber stammen jedoch erst aus dem 7. Jahrhundert.

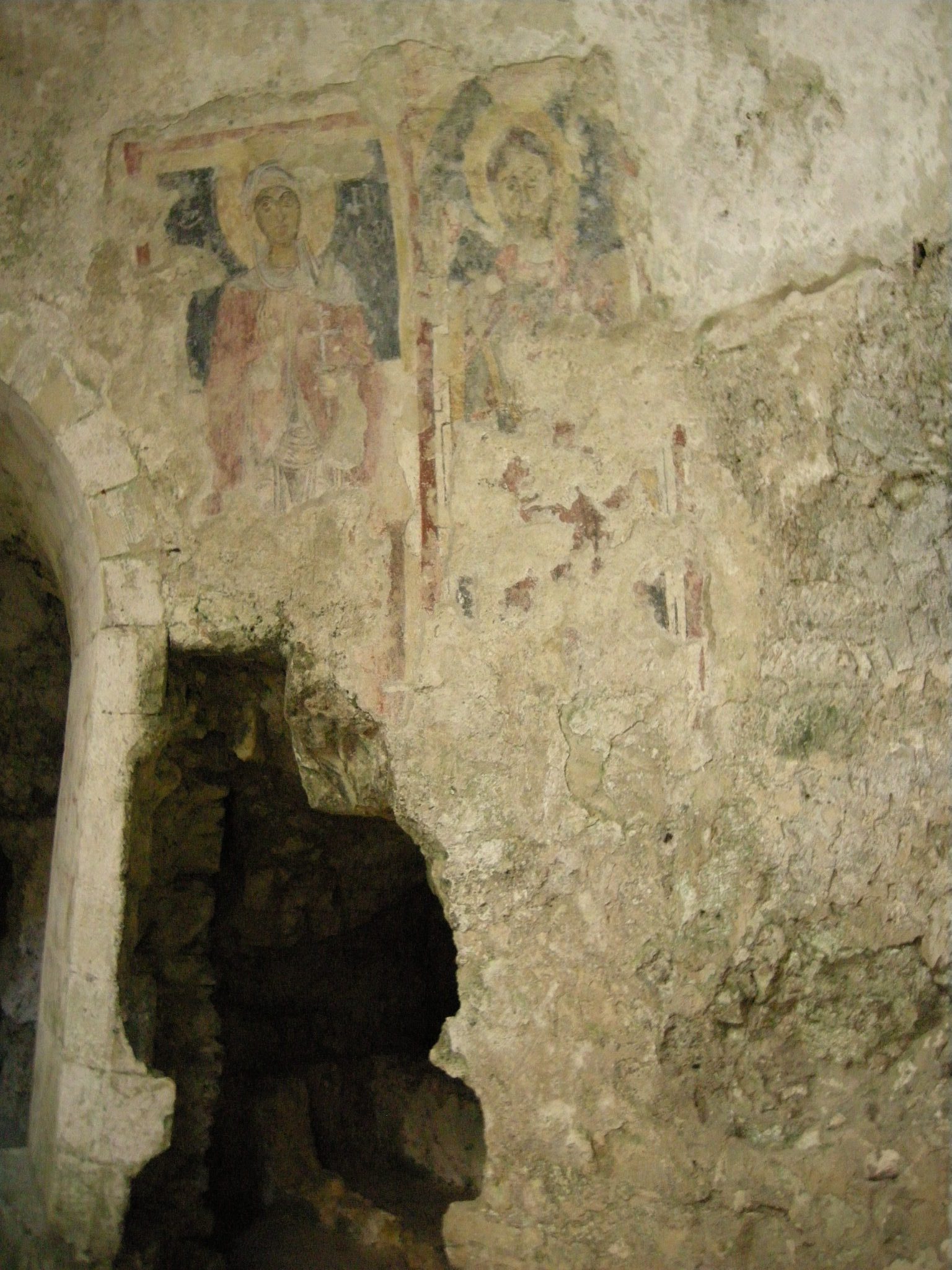
Krypta San Marciano in Syrakus mit Marcian und Lucia

Sein Körper wird im Dom von Gaeta verehrt, wohin die Reliquien nach der arabischen Eroberung von Syrakus im 9. Jahrhundert über eine Zwischenstation in Patras gelangt sein sollen. Er ist mit dem heiligen Erasmus von Antiochia Patron dieser Stadt in Latium. Ferner ist er der Patron des Erzbistums Syrakus, eine Armreliquie verblieb erst in Syrakus und ist seit dem 12. Jahrhundert in Messina. Die erste Darstellung findet sich in den Katakomben von Santa Lucía in Syrakus.
Die römisch-katholische und die orthodoxe Kirche feiern das Gedenken des heiligen Marcian am 30. Oktober (in Gaeta und oft im orthodoxen Bereich am 9. Februar, in Syrakus am 14. Juni).
Es gab vermutlich einen zweiten Bischof Marcian von Syrakus um 255 n. Chr., der in den Verfolgungen Kaiser Valerians starb.

## Einzelbelege
1. ↑  San Marciano di Siracusa. Abgerufen am 19. Januar 2023.

| Personendaten    | Personendaten                                |
| ---------------- | -------------------------------------------- |
| NAME             | Marcian von Syrakus                          |
| ALTERNATIVNAMEN  | Markian, Marzian                             |
| KURZBESCHREIBUNG | Bischof und Märtyrer der christlichen Kirche |
| GEBURTSDATUM     | 1. Jahrhundert                               |
| GEBURTSORT       | Antiochia                                    |
| STERBEDATUM      | um 68                                        |
| STERBEORT        | Syrakus                                      |